# Via Chiaia
La Via Chiaia es una calle del centro histórico de Nápoles (Italia), una mitad de la cual pertenece al barrio de San Ferdinando (desde la Piazza Trieste e Trento hasta el Puente de Chiaia) y la otra mitad al barrio de Chiaia (desde el Puente de Chiaia hasta el cruce con la Via Filangieri). La calle empieza en la Piazza Trieste e Trento, cerca de la Piazza del Plebiscito y de la Via Toledo, y termina en la Piazza dei Martiri, cerca de la Riviera di Chiaia.

## Historia
A partir del recorrido que sigue la calle, se puede intuir que previamente era un cauce natural que serpenteaba a los pies del monte Echia. La Via Chiaia era la calle que conducía a la zona oeste de la ciudad y, de ahí, a los Campos Flégreos por la costa. Su importancia aumentó con la instalación de la antigua Porta Petruccia, llamada posteriormente Porta di Santo Spirito por su cercanía al convento del Santo Spirito (que no se conserva en la actualidad), al final de la calle, en el cruce con la Via Santa Caterina. La puerta fue llamada más adelante Porta di Chiaia y en ocasiones Porta Romana debido a que, después de los Campos Flégreos, conducía a Roma recorriendo la Vía Domiciana. Esta puerta fue demolida en 1782, cuando resultó necesaria la expansión hacia el oeste de la ciudad.

## Descripción
La Via Chiaia es, junto con la Via dei Mille, una de las calles de tiendas exclusivas más elegantes y conocidas de la ciudad. Está bordeada por numerosos edificios importantes e iglesias monumentales, entre los cuales se pueden mencionar los siguientes:
| Imagen | Nombre                             | Descripción |
| ------ | ---------------------------------- | --- |
|        | Iglesia de Sant'Orsola a Chiaia    | La iglesia de Sant'Orsola a Chiaia, aunque tras las restauraciones del siglo xix ha perdido buena parte de su valor original, cuenta con valiosos frescos en los arcos de la nave y en la bóveda. |
|        | Iglesia de Santa Caterina a Chiaia | La iglesia de Santa Caterina a Chiaia, del siglo xvii, pese a su fachada modesta, puede presumir de sus valiosos y amplios interiores. En ella se conservan obras de Antonio Sarnelli y Benedetto Torre y están enterradas personalidades del calibre de Clotilde de Francia.                                                                |
|        | Palazzo Cellammare                 | El Palazzo Cellammare es un antiguo palacio nobiliario fundado en el siglo xvi por el abad de Stigliano, Giovanni Francesco Carafa. El aspecto actual del palacio, que ha sufrido numerosas intervenciones de embellecimiento posteriores a su construcción, muestra una «mezcla de lo severo y de lo pomposo, del siglo xvi y del barroco». |
|        | Puente de Chiaia                   | El Puente de Chiaia, construido en 1636 para unir la zona de Pizzofalcone con los Quartieri Spagnoli, es de estilo neoclásico y presenta varias decoraciones en mármol. Solo es visible uno de los dos arcos que lo componen, debido a los edificios construidos posteriormente.                                                             |
|        | Teatro Sannazzaro                  | El Teatro Sannazzaro, también conocido como la «bombonera de Via Chiaia», fue inaugurado en el siglo xix. Pisaron su escenario grandes intérpretes, como Emma Gramatica y Ruggero Ruggeri. |

A lo largo de la calle hay varios establecimientos históricos, como el Gran Caffè Gambrinus, que constituye el inicio de la Via Chiaia, teniendo como dirección Via Chiaia, 1. Otro local histórico presente a lo largo de su recorrido es la pizzería Brandi, donde en junio de 1889 se inventó la pizza margarita.
La calle termina en la Piazza dei Martiri, desde la cual se puede acceder a la Riviera di Chiaia bajando por la Via Calabritto, o al Chiatamone bajando por la Via Domenico Morelli. Poco antes de esta plaza, girando a la derecha tras pasar el Palazzo Cellammare, se llega a la Via dei Mille. Por último, la Via Chiaia bordea por el lado derecho (caminando hacia el oeste) los Quartieri Spagnoli, ofreciendo interesantes tomas de ellos que son fotografiadas a menudo por los turistas.
La calle está destinada exclusivamente al tránsito peatonal.